# Juha Väätäinen
Juha Väätäinen (né le 12 juillet 1941 à Oulu) est un athlète finlandais spécialiste du 5 000 mètres et du 10 000 mètres ; il est le successeur des finlandais volants. En 2011, il est élu au Parlement finlandais dans la circonscription d'Helsinki sous l'étiquette Vrais Finlandais.

## Carrière

### Palmarès
| Date | Compétition           | Lieu     | Résultat | Épreuve       | Performance    |
| ---- | --------------------- | -------- | -------- | ------------- | -------------- |
| 1971 | Championnats d'Europe | Helsinki | 1er      | 5 000 mètres  | 13 min 32 s 60 |
| 1971 | Championnats d'Europe | Helsinki | 1er      | 10 000 mètres | 27 min 52 s 80 |
| 1972 | Jeux olympiques d'été | Munich   | 13e      | 5 000 mètres  | 13 min 53 s 84 |

### Records
| Épreuve       | Performance    | Lieu     | Date              |
| ------------- | -------------- | -------- | ----------------- |
| 5 000 mètres  | 13 min 28 s 4  | Rome     | 13 septembre 1972 |
| 10 000 mètres | 27 min 52 s 78 | Helsinki | 10 août 1971      |